# Kotschya africana
Kotschya africana es una especie de planta floral del género Kotschya, tribu Dalbergieae, familia Fabaceae.

## Distribución
Se distribuye por Burundi, Etiopía, Kenia, Madagascar, Malaui, Mozambique, Ruanda, Sudán, Tanzania, Uganda, Zambia y Zaire.

## Taxonomía
Fue descrita por Endl. y publicada en Novarum Stirpium Decades: 6 (1839).